# Kaiserin-Friedrich-Haus
Das Kaiserin-Friedrich-Haus steht am Robert-Koch-Platz 7 in Berlin-Mitte. Es befindet sich im Eigentum der Kaiserin-Friedrich-Stiftung und ist zugleich ihr Sitz, außerdem sind weitere Räume an verschiedene medizinische Gesellschaften vermietet. Das Haus ist seit den 1970er Jahren denkmalgeschützt.

## Name
Der Name des Hauses bezieht sich auf die Kaiserin Victoria, die sich nach dem Tod ihres Mannes Friedrich III. selbst Kaiserin Friedrich nannte. Sie war maßgebliche Unterstützerin der Kampagnen zur Förderung der ärztlichen Fortbildung, welche zum Entstehen des Hauses führten.

## Vorgeschichte
Das Kaiserin-Friedrich-Haus verdankt seine Existenz dem Wunsch der Ärzte des ausgehenden 19. Jahrhunderts nach einem zentralen Ort für berufsbegleitende Fortbildungsmaßnahmen, um der stürmischen Entwicklung der damaligen Medizin gerecht werden zu können. Bereits im Jahr 1900 schlossen sich etliche namhafte Ärzte zur Vereinigung zur Abhaltung von Fortbildungskursen für praktische Ärzte zusammen und setzten sich für die kostenlose Weiterbildung aller Fachärzte ein. Drei Jahre später gründete sich die Kaiserin-Friedrich-Stiftung für das ärztliche Fortbildungswesen und erwarb Baugrundstücke in Alt-Berlin (Luisenplatz 2–4 / Hannoversche Straße 11) nahe an der Charité für den Bau eines eigenen Fortbildungshauses.

## Das Bauwerk

### Baugeschichte
Hofbaumeister Ernst von Ihne arbeitete im Auftrag der Stiftung die Baupläne aus und übernahm auch die Bauleitung. Am 22. Juli 1904 erfolgte der Baubeginn.
Das Gebäude im Stil des Historismus und des Wilhelminischen Barock unter Berücksichtigung der Berliner Bautradition wurde durch ein Spendenaufkommen von 1,5 Millionen Reichsmark von der Bürgerschaft finanziert. Die Bauarbeiten dauerten von 1904 bis 1906.
Die Einweihungsfeier fand am 1. März 1906 im Beisein Kaiser Wilhelms II. statt.
Das Gebäude überstand den Zweiten Weltkrieg weitgehend unbeschadet. Es entstanden jedoch Einschusslöcher und Beschädigungen der Figuren, die nach und nach mit den damaligen Materialmöglichkeiten ausgebessert wurden.

### Außenarchitektur
Die stadtbildprägende dreigeschossige Fassade zum Platz hin ist palastartig gestaltet, weist neun Achsen auf und ist mit Sandstein verkleidet. Ein besonderes Augenmerk richtete Ihne auf die repräsentative Eingangsgestaltung mit einem Mittelrisaliten und der darüber befindlichen Balustradenattika. Als Bauschmuck kamen mit Vasen bekrönte seitliche Risalite und stark bewegte Karyatiden, die den Balkon über dem Eingang tragen, zur Ausführung. Die Karyatiden bzw. Atlanten werden als symbolhafte Darstellung der Schutzgötter Penaten und Laren interpretiert.
Der Segmentgiebel ist mit einer Kartusche, Fruchtgehängen und Füllhörnern verziert. In der Kartusche waren ursprünglich die Kaiserkrone und das Monogramm der Kaiserin Friedrich modelliert, die nach 1945 abgeschlagen wurden.
Jedes Geschoss verfügt über anders gestaltete Fensterreihen.
Das Bauwerk ist mit einem Walmdach abgeschlossen.
Zwischen 2016 und 2019 konnten die Straßenfassade zum Robert-Koch-Platz hin sowie das Dach umfassend renoviert werden, wofür die Deutsche Stiftung Denkmalschutz 35.000 Euro bereitgestellt hatte.

### Innenarchitektur
Das Haus verfügt über repräsentative Foyers, ebenfalls im Stil des Wilhelminischen Barock, einen historischen Hörsaal für maximal 170 Personen in Kinobestuhlung, eine holzgetäfelte Bibliothek und einen einladenden Innenhof. Eine Dachterrasse mit angeschlossenem Terrassenraum (für etwa 15 Personen) bietet den Besuchern des Hauses schöne Ausblicke auf die Spree, den Verlauf der ehemaligen Mauer, das Charité-Hochhaus und den Hauptbahnhof. Ein Seminarraum (für 42 Personen), ein Clubraum und ein Galerieraum (für max. 65 Teilnehmer) vervollständigen die Innenarchitektur.
Im Vestibül befanden sich anfangs eine Portiersloge und eine Büste der Namensgeberin des Hauses nach einer Kopie von Reinhold Begas. Die Böden im Foyer und im Treppenhaus sind mit Terrazzo gestaltet. Bemerkenswert ist die großzügige zum Hauptsaal führende dreiarmige Treppe mit steinernen Treppenwangen.
Alle Innenräume wurden in den 1990er Jahren renoviert und nach historischen Vorlagen größtenteils wieder hergestellt, mit hölzernen Rundtüren, dezentem Stuckzierat an geweißten Wänden und Decken.

## Nutzungen

### 1904 bis 1945

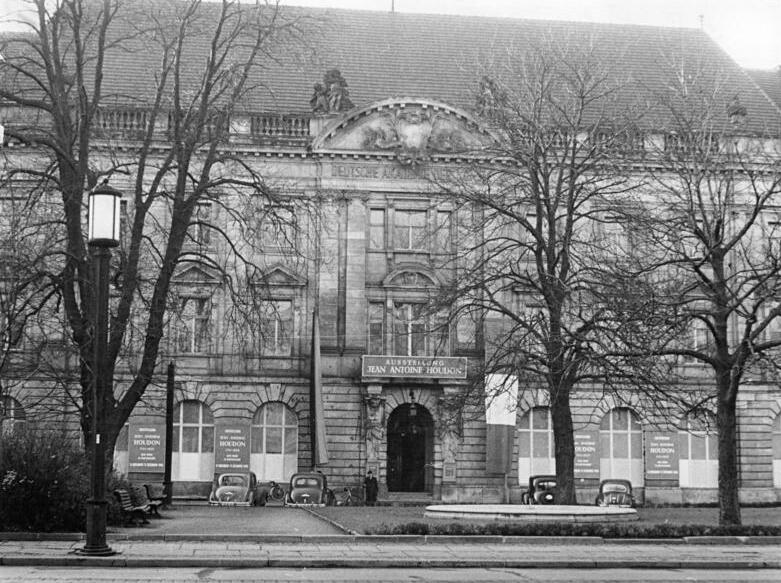
Haus für ärztliche Fortbildung als Hauptsitz der Deutschen Akademie der Künste, 1955

Nach der Eröffnung konnten alle Mediziner die Weiterbildungsseminare, die Handbibliothek, aber auch Labore für Röntgenuntersuchungen und Fotografien sowie für praktische Kurse nutzen. Zudem hielt das Haus auch Räume für Verwaltung, wissenschaftliche Ausstellungen wie die Staatliche Sammlung ärztlicher Lehrmittel oder die Ausstellung für die ärztlich-technische Industrie bereit.
Erster Direktor war der Urologe Robert Kutner – gleichzeitig Chefredakteur der 1904 gegründeten Zeitschrift für ärztliche Fortbildung.
In den späten 1920er Jahren werden im Adressbuch folgende Nutzer in dem Haus angegeben: die Ärztliche Fortbildungsgesellschaft, ein Außenhandelsverband, die Redaktion der entsprechenden Zeitschrift, das Deutsche Hygiene-Museum, Dozentenvereinigung für ärztliche Ferienkurse, die Kraska-Filmgesellschaft, die Berliner Zweigstelle der  Hanauer Quarzlampengesellschaft, die Reichsausschüsse für das ärztliche Fortbildungswesen und für die Hygienische Volksbelehrung, die Staatliche Sammlung ärztlicher Lehrmittel und das Zentralkomitee für das ärztliche Fortbildungswesen in Preußen, aber auch ein Kastellan als Wohnungsmieter. Mit der Verwaltung des Hauses war der Mediziner Professor Curt Adam beauftragt.
Am 4. Mai 1929 fand anlässlich der Hauptversammlung der internationalen Gesellschaft für die Geschichte der Pharmazie eine historisch-wissenschaftliche Sitzung im Kaiserin-Friedrich-Haus am damaligen Luisenplatz statt, der so bis zu seiner Umbenennung in Robert-Koch-Platz am 11. März 1932 hieß. Die pharmaziehistorischen Vorträge hielten der Vorsitzende der Gesellschaft, Ludwig Winkler, Privatdozent an der Universität Innsbruck, die Apotheker Hermann Gelder und Walter Rothe aus Berlin, der Dozent für Geschichte der Chemie und Pharmazie an der Berliner Universität Georg Lockemann, der Apotheker und Dozent an der Universität Leningrad J. G. Oberhard sowie der Apotheker und Dozent an der Wiener Universität Otto Zekert.

### 1945 bis 1990
Nach dem Ende des Zweiten Weltkriegs nutzte die Sowjetische Militärkommandantur das Haus bis 1949, zugleich wurde die Kaiserin-Friedrich-Stiftung enteignet. Bereits 1950 übergab der Ost-Berliner Magistrat das Kaiserin-Friedrich-Haus der Deutschen Akademie der Künste (ab 1972 Akademie der Künste der DDR), die es bis zu ihrem Aufgehen in der Berliner Akademie der Künste im Jahr 1991 nutzte und den Schriftzug an der Fassade anpasste.
Die ärztliche Fortbildung spielte auch  in der DDR eine wichtige Rolle und wurde von der Akademie für Ärztliche Fortbildung organisiert. Diese bekam einen Neubau im Bezirk Lichtenberg, an der Nöldnerstraße.

### Seit 1990
Infolge der deutschen Wiedervereinigung erfolgte im Jahr 1992 die Rückübertragung des Hauses an die Kaiserin-Friedrich-Stiftung, die im Jahr 1972 von Wilhelm Hein in West-Berlin wiedergegründet wurde.
In den Jahren 1993 bis um 1995 erfolgte eine umfangreiche Renovierung der Immobilie innen und außen. – Neben den räumlichen Möglichkeiten für Fortbildungen, Meetings und Symposien können unter anderem auch Videokonferenzen und Webinare im Haus am Robert-Koch-Platz abgehalten werden.
Im Sommer 2023 befanden sich folgende Mieter in dem Haus:
- Berliner Krebsgesellschaft
- ECARF Institute GmbH (European Centre for Allergy Research Foundation)[13]
- Kaiserin-Friedrich-Stiftung für das ärztliche Fortbildungswesen